# 暗戰
《暗戰》（英語：Running Out of Time）是1999年上映的一部香港電影，由杜琪峰執導。劉德華在片中飾演罹患癌症只剩下四個星期生命的華，劉青雲則是飾演何尚生，兩人展開了一場72小時鬥智鬥膽的遊戲。劉德華憑藉這部電影拿下個人第一座香港電影金像獎最佳男主角獎。香港收获1465万港币，位列香港年度华语片第九位。

## 劇情
只剩四個星期壽命的癌症患者張華（劉德華 飾）打劫財務公司，搶去鑽石並脅持人質。剛被調任文職兼任談判專家的何尚生（劉青雲 飾）趕到現場，想勸張華自首。張華揚言要與尚生玩一場72小時的「遊戲」後逃掉，尚生對此深深不忿。張華在逃離過程中，遇上警察路障，於是脅持路人梁婉婷（蒙嘉慧 飾），與她假扮情侶以脫險。
72小時的遊戲由一顆張華寄給何尚生的螺絲釘展開：尚生夜闖財務公司，不料中了張華的計。原來張華一直監視尚生，並利用後者意圖搶劫財務公司旁的運輸公司幕後主腦陳（李子雄 飾）的珠寶。張華利用尚生調虎離山，假扮陳的模樣，從陳的手下取得寶石後逃離現場。尚生在調查中發現陳走私珠寶，並於多年前曾經出賣張華的父親，張華於是在父親死後，從英國回港，以報父仇。
為了拘捕張華，尚生不得以答應和華合作共同對付陳。華男扮女裝，利用尚生智取陳的2,000萬鉅款後攜帶寶石項鏈趁亂逃走，陳因華的偷樑換柱之計（交易現場有華留下的財務公司的鑽石）而被警方逮捕。尚生在汽車上等候，但又再次讓華順利逃離，失去了把他送上警署的機會。之後尚生從報紙上得知華以尚生的名義將2,000萬圓捐獻給兒童癌症基金會，而華也從此消失無蹤。
三年後，尚生在小巴上碰到戴著寶石項鏈的婉婷。原來華送項鏈給婉婷時說是假貨，但是尚生也沒有說出真相，就讓婉婷此生都記著這段浪漫奇緣。

## 演員
| 演員   | 角色                     |
| 劉德華 | 張華/張彼得              |
| 劉青雲 | 何尚生                   |
| 許紹雄 | 黃啟法                   |
| 蒙嘉慧 | 梁婉婷                   |
| 李子雄 | 陳老闆 (光頭佬)          |
| 林雪   | 阿雪（陳老闆之手下）     |
| 黃卓玲 | 国际刑警主管（客串演出） |
| 艾威   | 警員                     |
| 易天雄 |                          |
| 林偉健 | 阿許                     |
| 洪偉良 | 財務公司經理             |

## 主创人員
- 導演：杜琪峰
- 監製：杜琪峰
- 編劇：游乃海、勞倫特·考蒂奧德（法语：Laurent Courtiaud）、朱利安·卡邦
- 出品人：向華強
- 攝影：鄭兆強
- 美術指導：馮樂斌
- 剪輯：陳志偉
- 音樂：黃英華
- 錄音：卓保怡（英语：Martin Chappell）
- 化妝：程天美
- 製片：陳獻官
- 策劃：陶雲
- 行政監製：陳明英
- 製作經理：陳道好
- 統籌：李影儀
- 副導演：羅永昌
- 攝影助理：陶鴻武
- 助理錄音：莫美華
- 混音：卓保怡、莫美華
- 效果：吳國華
- 道具：羅永興
- 爆破：遲瑞添
- 服裝：鄧汝好
- 燈光：胡國超
- 燈光助理：鄺庭晃
- 場務：羅靖庭
- 梳頭：鄺耀忠

## 獎項及提名
| 頒獎典禮                  | 獎項       | 名單                                      | 結果 |
| ------------------------- | ---------- | ----------------------------------------- | ---- |
| 第19屆香港電影金像獎      | 最佳電影   |                                           | 提名 |
| 第19屆香港電影金像獎      | 最佳導演   | 杜琪峰                                    | 提名 |
| 第19屆香港電影金像獎      | 最佳編劇   | 游乃海                                    | 提名 |
| 第19屆香港電影金像獎      | 最佳男主角 | 劉德華                                    | 獲獎 |
| 第19屆香港電影金像獎      | 最佳男配角 | 許紹雄                                    | 提名 |
| 第19屆香港電影金像獎      | 最佳剪接   | 陳志偉                                    | 提名 |
| 第6屆香港電影評論學會大獎 | 最佳編劇   | 游乃海、Laurent Courtiaud & Jolien Carbon | 提名 |
| 第6屆香港電影評論學會大獎 | 最佳男演員 | 劉德華                                    | 提名 |
| 第6屆香港電影評論學會大獎 | 推薦電影   |                                           | 獲獎 |
| 第5屆香港電影金紫荊獎     | 最佳影片   | 提名                                      |      |
| 第5屆香港電影金紫荊獎     | 最佳導演   | 杜琪峰                                    | 提名 |
| 第5屆香港電影金紫荊獎     | 最佳男主角 | 劉德華                                    | 提名 |
| 第5屆香港電影金紫荊獎     | 最佳編劇   | 游乃海                                    | 獲獎 |
| 第5屆香港電影金紫荊獎     | 十大華語片 |                                           | 獲獎 |

## 播放時間
| 香港 ViuTV 星期四 13:30－15:30 節目 | 香港 ViuTV 星期四 13:30－15:30 節目 | 香港 ViuTV 星期四 13:30－15:30 節目 |
| ----------------------------------- | ----------------------------------- | ----------------------------------- |
|                                     | （2021年10月14日）                  |                                     |
| Chill Club推介 （2021年10月14日）   | 囝囝女女730 （2021年10月14日）      |                                     |

## 外部連結
- 開眼電影網上《暗戰》的資料（繁體中文）
- 豆瓣电影上《暗戰》的資料 （简体中文）
- 时光网上《暗戰》的資料（简体中文）
- AllMovie上《暗戰》的资料（英文）
- 爛番茄上《暗戰》的資料（英文）
- 香港影庫上《暗戰》的資料（繁體中文）
- 互联网电影数据库（IMDb）上《暗戰》的资料（英文）